# Kolahoi
Kolahoi är ett berg i Indien. Det ligger i distriktet Anantnāg och unionsterritoriet Jammu och Kashmir, i den norra delen av landet. Toppen på Kolahoi är 5 425 meter över havet.
Kolahoi är den högsta punkten i trakten. Närmaste större samhälle är Pahalgām, 16,7 km söder om Kolahoi. Trakten runt Kolahoi är permanent täckt av is och snö.